# Darko Perić

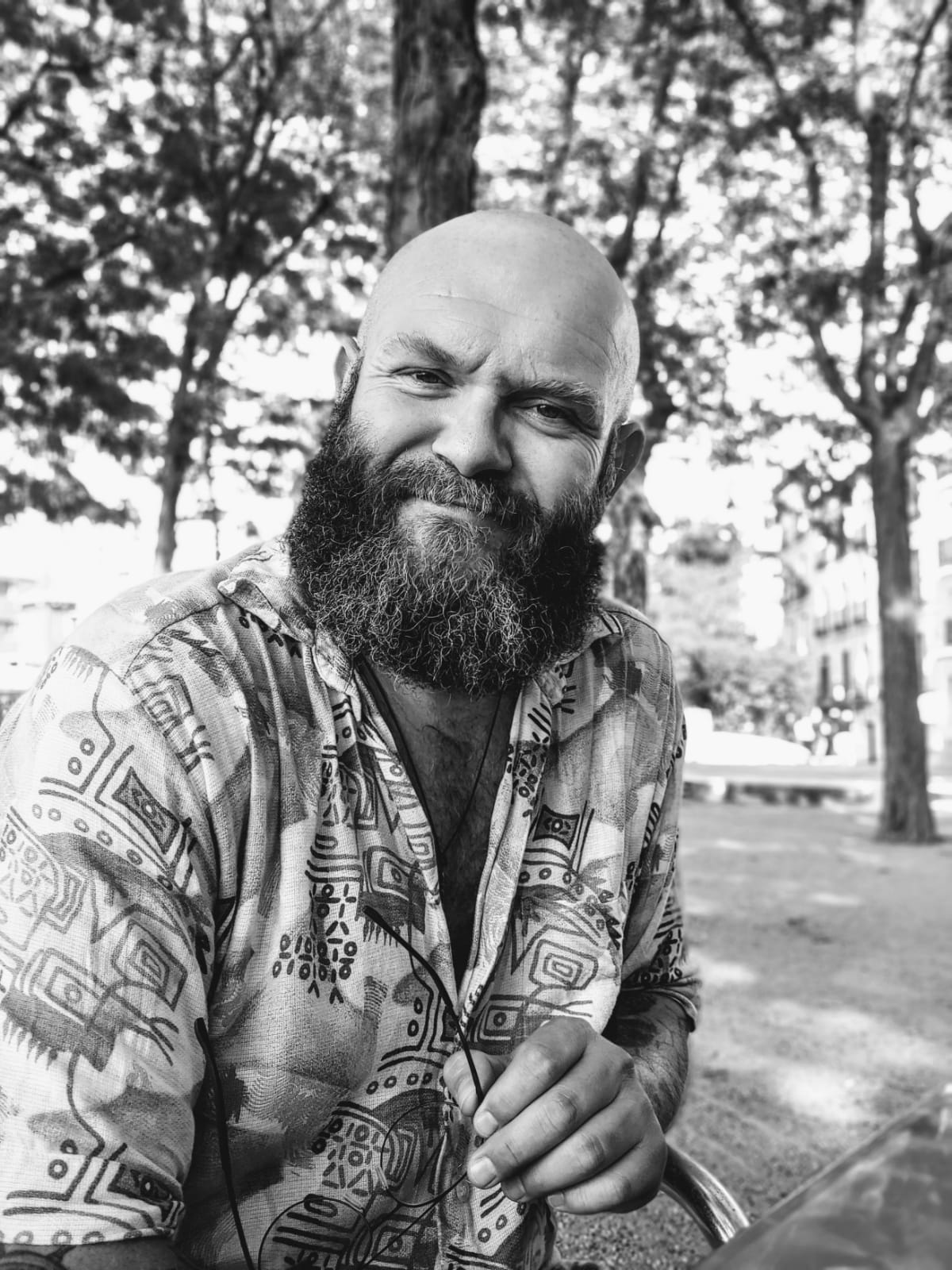
Darko Peric (2019)

Darko Perić (serbisch-kyrillisch Дарко Перић; * 25. März 1977 in Kladovo, Jugoslawien)  ist ein serbischer Schauspieler, der durch die Rolle des Helsinki in der Fernsehserie Haus des Geldes internationale Bekanntheit erlangte.

## Leben
Perić ist der Sohn serbischer Eltern und interessiert sich seit seiner Kindheit für das Schauspiel. Er wollte in Zagreb eine Schauspielschule besuchen, allerdings beendete der Jugoslawienkrieg ab 1991 diesen Traum. Er besuchte eine Veterinärschule in Bukarest, da seine Eltern wollten, dass er Arzt wird. Dank einigen Freunden, die in Bukarest Schauspiel studierten, konnte er das Medizinstudium mit seiner Leidenschaft für das Filmemachen mit einer Vielzahl von Kurzfilmen der Studentenschule verbinden.
1994 zog er nach Timișoara. Dort setzte er sein Medizinstudium fort, spielte nebenbei allerdings auch in Theaterstücken mit und sang in Hardcore- und Punkbands. 2000 schloss er sein Medizinstudium erfolgreich ab. Bevor er ab 2008 seine Schauspielkarriere begann, lebte er noch einige Zeit in Berlin.
2011 war er in einer Episode der Fernsehserie Crematorio – Im Fegefeuer der Korruption zu sehen. Es folgten weitere Besetzungen in Film- und Fernsehproduktionen. So war er 2015 im Film A Perfect Day zu sehen. Von 2017 bis 2021 stellte er die Rolle des Helsinki in insgesamt 41 Episoden in der Netflix-Original-Serie Haus des Geldes dar.
Perić spricht Bosnisch, Kroatisch, Montenegrinisch, Serbisch und Serbokroatisch als Muttersprache, Englisch, Rumänisch und Spanisch fließend, Italienisch, Katalanisch, Mazedonisch gut und besitzt Grundkenntnisse in Französisch und Russisch.

## Filmografie
- 2008: 13 anys i un dia (Fernsehserie, Episode 1x09)
- 2008: El cor de la ciutat (Fernsehserie, Episode 1x1644)
- 2011: Crematorio – Im Fegefeuer der Korruption Crematorio (Fernsehserie, 2 Episoden)
- 2012: Kubala, Moreno i Manchón (Fernsehserie, Episode 1x08)
- 2014: Aída (Fernsehserie, Episode 10x28)
- 2014: Kamikaze
- 2014: La que se avecina (Fernsehserie, Episode 8x03)
- 2014–2015: B&b, de boca en boca (Fernsehserie, 2 Episoden)
- 2015: Águila Roja (Fernsehserie, Episode 7x01)
- 2015: A Perfect Day
- 2015: Ahora o nunca
- 2016: Buscando el norte (Fernsehserie, Episode 1x08)
- 2016: Garantía personal
- 2016: Mar de plástico (Fernsehserie, 4 Episoden)
- 2017–2021: Haus des Geldes (La casa de papel) (Netflix-Serie, 41 Episoden)
- 2017: El crac (Fernsehserie, Episode 2x08)
- 2017: Sé quién eres (Fernsehserie, Episode 1x12)
- 2017: Patria (Kurzfilm)
- 2017: Homeland (Kurzfilm)
- 2018: La verdad (Fernsehserie, 2 Episoden)
- 2019: Bajo el mismo techo
- 2019: Luces de Gas (Kurzfilm)
- 2019: El Cerro de los Dioses
- 2023: Atatürk 1881 – 1919
- 2024: Reich um jeden Preis (Ricchi a tutti i costi)